# Dovista
Dovista A/S er en dansk producent af vinduer og døre med hovedkvarter i Horsens. Siden 2009 har virksomheden været et datterselskab til VKR Holding. Dovista markedsfører sig med 13 forskellige mærker indenfor vinduer og døre: Dobroplast, EgoKiefer, Krone, Mockfjärds, Natre, OH Industri, Rationel, Slovaktual, Svenska Fönster, Velfac, WebCom, Wertbasu og Weru. Dovista har ca. 6.000 ansatte og blev etableret i 2004.